# LGBTQ-rettigheder i Saudi-Arabien
LGBTQ-rettigheder i Saudi-Arabien er ikke anerkendte. Homoseksualitet kan straffes med fængsel, korporlig afstraffelse og dødsstraf. Straffene for seksuel aktivitet mellem personer af samme køn varierer alt efter omstændighederne. Saudi-Arabien har ingen kodificeret strafferet, og lovgivningen er baseret på fortolkninger af sharia-lovgivningen.
Samkønnet ægteskab er hverken genkendt eller tilladt.

## Homoseksualitet i Riyadh
Flere informationskilder[hvilke?] validerer og bekræfter, at der findes en homoseksuel undergrund i Riyadh, Saudi-Arabien. En artikel af The Atlantic med titlen "The Kingdom in the Closet", vidner om "pulserende samfund af mænd, der nyder sex med andre mænd" i Riyadh, hvor arabiske homoseksuelle "mødes i skoler, på caféer, i gaderne og på internettet". En syrer, der blev interviewet i artiklen, hævder, at Riyadh er et "homo-paradis"